# Route départementale 23 (Hautes-Pyrénées)
Pour les articles homonymes, voir Route départementale 23.

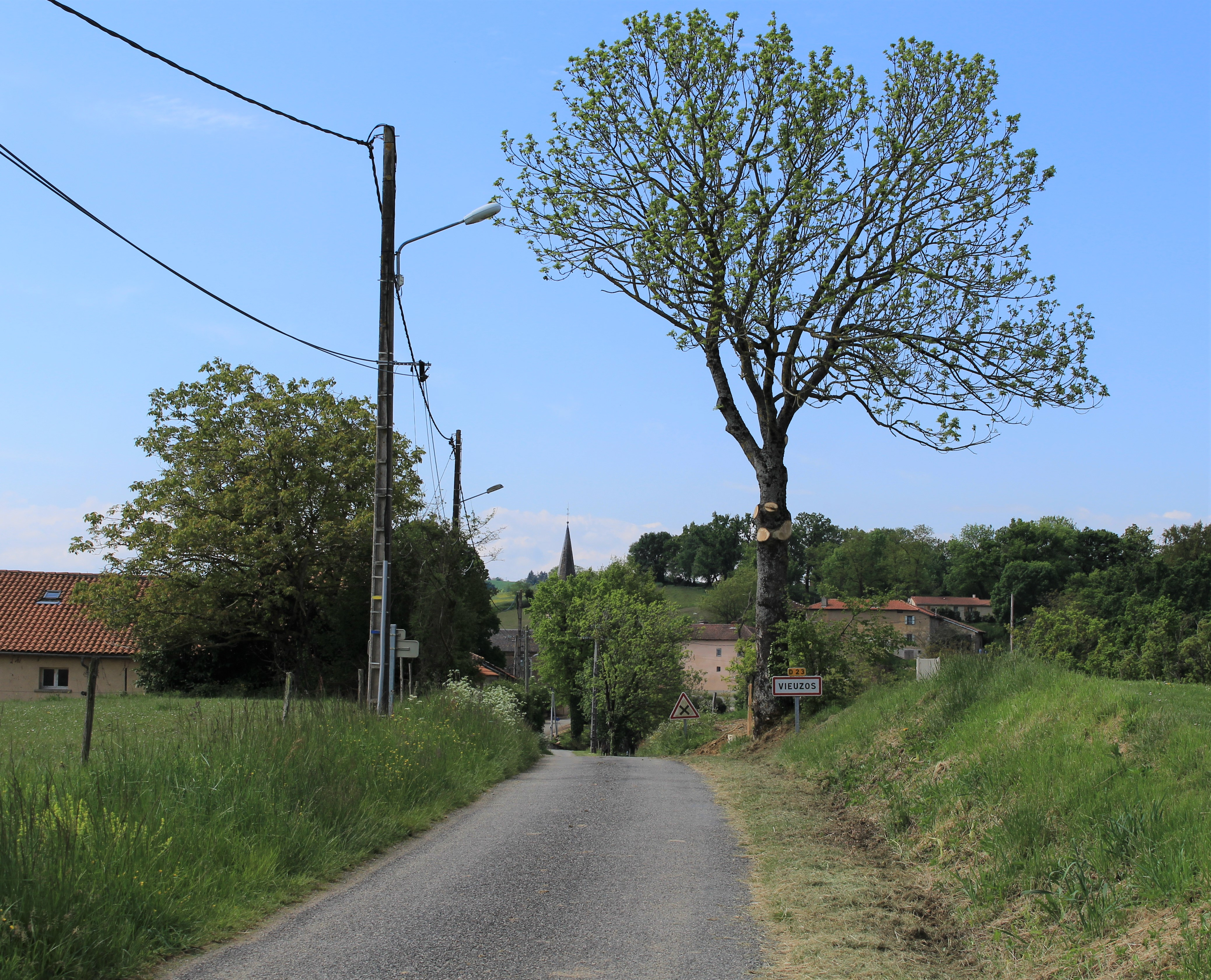
Traversée de Vieuzos.

La route départementale 23, ou RD 23, est une route départementale des Hautes-Pyrénées reliant Tajan à Guizerix.

## Descriptif

### Longueur
L'itinéraire présente une longueur de 20,48 km.

### Nombre de voies
La RD 23 est sur la totalité de son tracé bidirectionnelle à deux voies.

### Tracé
La RD 23 traverse le département du sud au nord à partir de Tajan depuis la route départementale D 929 et rejoint le village de Guizerix jusqu’à la limite du Gers.
Elle coupe la route départementale D 632 au niveau de Puntous.
Elle raccorde le Pays des Nestes au Pays des Coteaux.

## Communes traversées
- Tajan
- Recurt
- Sabarros
- Vieuzos
- Betpouy
- Barthe
- Puntous
- Larroque
- Guizerix

## Gestion, entretien et exploitation

### Organisation territoriale
En 2021, les services routiers départementaux sont organisés en cinq agences techniques départementales et 25 centres d'exploitation qui ont pour responsabilité l’entretien et l’exploitation des routes départementales de leur territoire. 
La RD 23 dépend des agences des Pays des Nestes et des Pays des Coteaux et des centres d'exploitation de Capvern et de Galan.

### Exploitation
En saison hivernale, le département publie une carte des conditions de circulation (C1 circulation normale, C2 délicate, C3 difficile, C4 impossible).